# Liiva (Tallinn)
Liiva (úředně Liiva asum, tedy „čtvrť Liiva“) je jedna ze čtvrtí estonského hlavního města Tallinnu, náležející do městské části Nõmme.